# 1561
Évszázadok: 15. század – 16. század – 17. század
Évtizedek: 1510-es évek – 1520-as évek – 1530-as évek – 1540-es évek – 1550-es évek – 1560-as évek – 1570-es évek – 1580-as évek – 1590-es évek – 1600-as évek – 1610-es évek
Évek: 1556 – 1557 – 1558 – 1559 –  1560 – 1561 – 1562 – 1563 – 1564 – 1565 – 1566

## Események

### Határozott dátumú események
- február 6. – A medgyesi hitvita, melynek végeztével János Zsigmond elrendeli, hogy a hitelvek összegzését küldjék ki neves németországi egyetemekre, hogy azokat véleményezzék. (A szászok ennek boldogan vetették alá magukat, míg a magyarok passzívan viselkedtek az ügyben.)[1]
- 11–18. – A tordai országgyűlésen János Zsigmond megújítja a szászok ősi privilégiumleveleit.[2]

### Határozatlan dátumú események
- ősz – Zrínyi Miklóst nevezik ki Szigetvár várkapitányának.[3]

## Születések
- január 22. – Francis Bacon brit filozófus, államférfi († 1626)
- július 11. – Luis de Góngora y Argote spanyol költő († 1627)
- szeptember 29. – Adriaan van Roomen flamand matematikus († 1615)

## Halálozások
- Hieronymus Ostermayer, brassói krónikaíró, orgonista.
- május 16. – Jan Tarnowski lengyel hadvezér (* 1488)